# Złącze p-n
Złączem p-n nazywane jest złącze dwóch półprzewodników niesamoistnych o różnych typach przewodnictwa: typu p i typu n.
W obszarze typu n (negative) nośnikami większościowymi są elektrony (ujemne). Atomy domieszek (donory) pozostają unieruchomione w sieci krystalicznej. Analogicznie w obszarze typu p (positive) nośnikami większościowymi są dziury o ładunku elektrycznym dodatnim. Atomy domieszek są tu akceptorami. W półprzewodnikach obu typów występują także nośniki mniejszościowe przeciwnego znaku niż większościowe; koncentracja nośników mniejszościowych jest dużo mniejsza niż większościowych. Obszar o mniejszej koncentracji domieszek znajdujący się pomiędzy kontaktem złącza a warstwą zubożoną nazywany jest bazą.

## Złącze niespolaryzowane
W stanie równowagi termodynamicznej, tj. gdy z zewnątrz nie przyłożono żadnego pola elektrycznego, w pobliżu styku obszarów p i n swobodne nośniki większościowe przemieszczają się (dyfundują), co spowodowane jest różnicą koncentracji nośników. Gdy elektrony przemieszczą się do obszaru typu p, natomiast dziury do obszaru typu n (stając się wówczas nośnikami mniejszościowymi) dochodzi do rekombinacji z nośnikami większościowymi, które nie przeszły na drugą stronę złącza. Rekombinacja polega na „połączeniu” elektronu z dziurą, a więc powoduje „unieruchomienie” tych dwóch swobodnych nośników.
Zatem rekombinacja powoduje redukcję nośników po obu stronach złącza, w wyniku czego w pobliżu kontaktu pozostają jedynie odsłonięte jony domieszek: ujemne akceptorów i dodatnie donorów; jony te wytwarzają pole elektryczne, które zapobiega dalszej dyfuzji nośników. W efekcie w pobliżu złącza powstaje warstwa ładunku przestrzennego, nazywana też warstwą zubożoną (tj. praktycznie nieposiadającą swobodnych nośników) lub warstwą zaporową. Nieruchomy ładunek dodatni po stronie n hamuje przepływ dziur z obszaru p, natomiast ładunek ujemny po stronie p hamuje przepływ elektronów z obszaru n. Innymi słowy przepływ nośników większościowych praktycznie ustaje.
Przepływ nośników większościowych nazywany jest prądem dyfuzyjnym. W złączu mogą przepływać również nośniki mniejszościowe – jest to prąd unoszenia i jego zwrot jest przeciwny do zwrotu prądu dyfuzyjnego. Ze względu na niską koncentrację nośników mniejszościowych wartość prądu unoszenia jest niewielka, rzędu mikroamperów (10−6), a nawet pikoamperów (10−12).
Pole elektryczne ładunku przestrzennego jest reprezentowane przez barierę potencjału. W złączu niespolaryzowanym jest to napięcie dyfuzyjne, którego wartość zależy głównie od koncentracji domieszek i temperatury. W przypadku złączy wykonanych z krzemu napięcie to w temperaturze pokojowej ma wartość rzędu 0,6–0,8 V, natomiast dla złączy germanowych wynosi ok. 0,2–0,3 V. Napięcie dyfuzyjne zmniejsza się wraz ze wzrostem temperatury o ok. 2,3 mV/K.

## Polaryzacja złącza
Jeśli do złącza zostanie przyłożone napięcie zewnętrzne, wówczas równowaga zostanie zaburzona. W zależności od biegunowości napięcia zewnętrznego rozróżnia się dwa rodzaje polaryzacji złącza:
- w kierunku przewodzenia, wówczas dodatni biegun napięcia jest dołączony do obszaru p;
- w kierunku zaporowym, wówczas dodatni biegun napięcia jest dołączany do obszaru n.

Bez względu na polaryzację dla większości złączy można przyjąć, że całe napięcie zewnętrzne odkłada się na obszarze zubożonym.

### Polaryzacja w kierunku przewodzenia
W tym przypadku bariera potencjału zmniejsza się o wartość zewnętrznego napięcia U, zmniejsza się również szerokość obszaru zubożonego. Gdy U przekroczy wartość napięcia dyfuzyjnego, wówczas obszar zubożony znika i praktycznie bez przeszkód następuje dyfuzja nośników mniejszościowych z obszaru n do p i z p do n. Te dodatkowe nośniki (nazywane wstrzykniętymi nośnikami mniejszościowymi) rekombinują z nośnikami większościowymi w danym obszarze. Ze źródła zasilania jednak wciąż dopływają nowe nośniki większościowe, zatem dyfuzja nie zatrzymuje się jak w przypadku niespolaryzowanego złącza, lecz ma miejsce cały czas. W efekcie w obwodzie płynie prąd dyfuzyjny. Jego wartość opisuje przybliżone równanie, zwane równaniem Shockleya:
{\displaystyle I=I_{sat}\left(e^{\frac {qU}{kT}}-1\right)=I_{sat}\left(e^{\frac {U}{U_{T}}}-1\right),}
gdzie:
- {\displaystyle I_{sat}} – natężenie prądu nasycenia złącza, które zależy od konstrukcji złącza i parametrów materiałów
- {\displaystyle q} – ładunek elektronu
- {\displaystyle T} – temperatura (w kelwinach)
- {\displaystyle k} – stała Boltzmana
- {\displaystyle U_{T}} – potencjał elektrokinetyczny zwany również potencjałem termicznym, {\displaystyle U_{T}={\frac {kT}{q}},} który wynosi ok. 26 mV dla T = 300 K (27 °C)[2]

### Polaryzacja w kierunku zaporowym
W tym przypadku bariera potencjału zwiększa się, gdyż do napięcia dyfuzyjnego dodaje się napięcie zewnętrzne, zwiększa się również szerokość obszaru zubożonego. Przy takiej polaryzacji płynie tylko niewielki prąd unoszenia, zwany tutaj prądem wstecznym. Wartość prądu wstecznego praktycznie nie zależy od wartości przyłożonego napięcia, zależy natomiast od temperatury i własności materiału, ponieważ to te parametry mają wpływ na ilość nośników mniejszościowych.

## Pojemność złącza
Złącze pn spolaryzowane w kierunku zaporowym charakteryzuje pewna pojemność elektryczna, która (nieliniowo) zależy od szerokości obszaru zubożanego – jest to tzw. pojemność złączową (ozn. {\displaystyle C_{j}}). Szerokość obszaru zubożanego zależy od przyłożonego zewnętrznego napięcia, dzięki czemu pojemność może być regulowana napięciem – jest to wykorzystywane w diodach pojemnościowych.

Zależność pojemności złączowej od napięcia

Zależność ta opisana jest przybliżonym wzorem
{\displaystyle C_{j}={\frac {C_{j0}}{\left(1-{\frac {U}{\varphi _{B}}}\right)^{n}}}}
gdzie:
- {\displaystyle C_{j0}} – pojemność złączowa przy zerowym napięciu,
- {\displaystyle \varphi _{B}} – wartość bariery potencjału,
- {\displaystyle n} – wartość zależna od rodzaju złącza i materiału, w granicach 0,3–0,5.

Oprócz pojemności złączowej istnieje również pojemność dyfuzyjna związana z występowaniem nadmiarowych nośników mniejszościowych; zależy od natężenia prądu płynącego przez złącze.

## Przebicie lawinowe
Jeśli napięcie polaryzujące jest odpowiednio duże (a więc obszar zubożony szeroki), to nośniki przechodzące przez obszar zubożony uzyskują dużą energię. Zderzając się z węzłami sieci krystalicznej (z atomami), przekazują im część swojej energii, co powoduje przejście elektronów do pasma przewodnictwa, a co za tym idzie również „utworzenie” dziur – innymi słowy ma miejsce jonizacja. Pojawiają się w ten sposób nowe nośniki, które również są przyspieszane, zderzają się z węzłami sieci itd. Proces ten nabiera charakteru lawinowego i nazywany jest przebiciem lawinowym – jednak wbrew nazwie nie powoduje uszkodzenia złącza. Efektem tego procesu jest gwałtowny wzrost prądu w obwodzie; prąd ten zwie się prądem jonizacji lawinowej.

## Przebicie Zenera
Przebicie Zenera występuje w złączach silnie domieszkowanych, tzn. takich w których koncentracja domieszek (akceptorów i donorów) jest bardzo duża i zachodzi dla napięć wstecznych mniejszych od 5–6 V.

## Charakterystyka prądowo-napięciowa

Zależność prądu płynącego przez złącze od napięcia

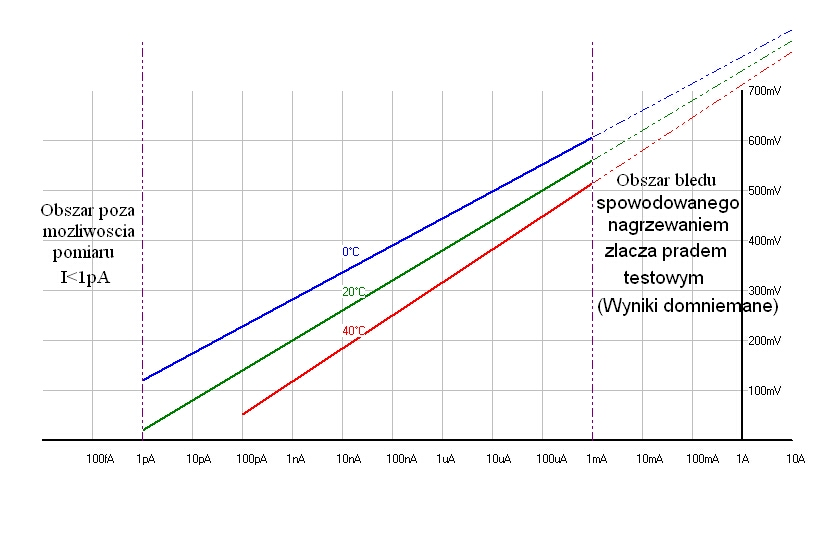
Przykładowy wykres napięcia na złączu p-n przedstawionego w funkcji logarytmu prądu.(Dioda krzemowa małej mocy)

Charakterystyczne zakresy pracy złącza oznaczone są różnymi kolorami:
- czerwony (polaryzacja w kierunku przewodzenia) – {\displaystyle U<U_{D},} złącze praktycznie nie przewodzi, prąd jest bardzo mały;
- niebieski (polaryzacja w kierunku przewodzenia) – {\displaystyle U>U_{D},} złącze przewodzi, wraz ze wzrostem napięcia prąd znacząco rośnie;
- zielony (polaryzacja w kierunku zaporowym) – płynie niewielki prąd unoszenia;
- żółty (polaryzacja w kierunku zaporowym) – przebicie lawinowe lub Zenera, prąd gwałtownie rośnie.